# 成备
成备（534年—587年5月15日），字道昂，辽西郡阳洛县（今辽宁省秦皇岛市卢龙县）人，西魏、北周、隋朝官员。

## 生平
大统八年（542年），成备的父亲成罕去世，成备为父亲守丧，服丧期满后袭爵阳洛县开国伯。魏前二年（553年），成备以开府参军事、兼乐曹为起家官，升任外兵参军。成备又出任陇右府参军事，进位都督、前将军、左银青光禄大夫，加平东将军。北周建立后，成备出任宇文护的相府参军事，升任帅都督。天和三年（568年），成备出任使持节、车骑大将军、仪同三司。天和五年（570年），成备出任御正大夫。天和五年十二月，大将军郑恪率军平定越嶲的獠人，成备作为前锋出击，成功将獠人纳入国家的编户齐民。西南平定后，成备回朝出任长安县县令。建德三年（574年），成备出任和州长史，仍为和州防主，又改任雁门郡太守。建德六年（577年），北周平定北齐，高宝宁仍然不断骚扰北周边境，成备将他击败。开皇元年（581年），成备出任硖州诸军事、硖州刺史，进爵阳洛县开国公，食邑一千二百户。成备又出任行军元帅府司马，进攻南陈。开皇二年（582年），高宝宁又进攻隋朝边境，成备出任使持节、平州诸军事、平州刺史，率领部下前往讨伐。开皇三年（583年）四月，幽州总管阴云出任行军总管，率领步兵骑兵数万人从卢龙塞出兵，讨伐高宝宁，成备也跟随阴云出兵。高宝宁向突厥求救，当时卫王杨爽等隋朝将军几路北伐突厥，突厥无法救援高宝宁。高宝宁放弃黄龙城逃到碛北，黄龙城周边各县都被隋朝平定。阴云撤军，留成备镇守黄龙城，成备出任营州诸军事、营州刺史、开府仪同三司。高宝宁又派遣儿子高僧伽率率领轻装骑兵掠夺黄龙城下而后离去，不久就引领契丹、靺鞨的军队来进攻黄龙城，成备苦战几天对方才撤军。开皇四年（584年），成备出任营州总管、大涧汭贡逄龙三镇诸军事。成备积极派人招抚北方契丹等少数民族，契丹因此归附隋朝。经过成备的经营，营州出现仓库充实，财足兵强的局面。成备素来有病，又不断加重，隋文帝敕令行台晋王杨广为成备提供医生和药物，杨广派遣东阁祭酒前往探视并送去侍奉和医生。开皇七年四月三日（587年5月15日），成备在营州寝室中去世，虚岁五十四。朝廷赠予丰厚的助丧物品，按照原有的制度给与恩遇。开皇九年岁次己酉十月辛卯朔廿四日丁亥（589年12月7日），成备葬于雍州大兴县小陵原。

## 墓志
成备墓志出土于西安市长安区引镇，2010年入藏大唐西市博物馆。志文37行，满行37字，正书，有方界格。盖题25字，5行，每行5字，阳文篆书，有方界格。志石长57.5厘米、宽58.5厘米、厚9厘米。志盖覆斗形，长宽均58.5厘米、厚8厘米。志石四侧与志盖四杀皆为素面。墓志图文载在胡戟、荣新江《大唐西市博物馆藏墓志》。

## 家庭

### 祖父
- 成度，本州秀才[2]

### 父亲
- 成子希，西魏大丞相府属、同州别驾、高平郡太守、阳洛县开国伯，死后赠抚军将军、仪同三司、平州诸军事、平州刺史[2]

### 兄弟姐妹
- 成道纲[2]

### 子女
- 成䛒，世子，隋朝东宫勋卫、右卫率仓曹参军事[2]